# تاکتیک عشق
تاکتیک‌های عشق (ترکی استانبولی: Aşk Taktikleri) یک فیلم ترکی است که درسال ۲۰۲۲ کاری از امره کاباکوساک، که با نویسندگی پلین کارامهمت اوغلو و با نقش‌های دمت اوزدمیر، شوکرو اوزییلدیز، دنیز بایدار و اوزگور اوزان است. این فیلم تاکتیک‌های عشق درتاریخ ۱۱ فوریه ۲۰۲۲ در نتفلیکس منتشر شد.

## طرح
یک آقای مجری تبلیغات و یک خانم طراح مد و تارنگار نویس به عشق معتقد نیستن، پس با تاکتیک‌های غیرمعمول عهد می‌بندند که طرف مقابلش را شرمسار کند.

## قالب
- دمت اوزدمیر در نقش اصلی
- شوکرو اوزییلدیز در نقش کرم
- دنیز بایدار در نقش کانسو
- اوزگر اوزان به عنوان ثروت
- دوگوکان پولات به عنوان امیر
- چاپگر یاس در نقش ملتم
- هانده ییلماز در نقش ازگی
- آتاکان چلیک در نقش تونا